# Одесский областной глазной госпиталь инвалидов войны
Одесский областной глазной госпиталь инвалидов войны был основан во время Второй мировой войны как эвакуационный госпиталь № 1262 — 3 октября 1941 года в городе Ташкент. В 1944 году госпиталь был передислоцирован в город Одессу. В 1946 году учреждение было преобразовано в Республиканский глазной госпиталь для инвалидов Великой Отечественной войны. С 1 января 1963 года функционирует как Одесский областной глазной госпиталь для инвалидов Великой Отечественной войны, а с апреля 2018 года преобразован в Коммунальное некоммерческое предприятие «Одесский областной глазной госпиталь инвалидов войны» Одесского областного совета.